# Chartreuse de Val-Saint-Esprit
Ne doit pas être confondu avec Chartreuse des Dames de Gosnay.
Le monastère  de  Val-Saint-Esprit, Cartusia Vallis Sancti Spiritus, était un monastère de l'ordre des chartreux, fondée en 1320, à Gosnay dans le Pas-de-Calais.

## Historique
La chartreuse de Val-Saint-Esprit à Gosnay est fondée en 1320 par Thierry d’Hérisson, évêque d’Arras, et Mahaut, comtesse d’Artois. L’église est consacrée en 1324. De nombreux bienfaiteurs en font une chartreuse assez importante. 
La chartreuse est protégée par la maison de Bourgogne au XVe siècle. Elle souffre des guerres des XVe siècle et XVIe siècle et doit être abandonnée à plusieurs reprises par la communauté, réfugiée dans Béthune. La fin de la guerre de Cent Ans permet aux moines de procéder à l’achat de la forteresse comtale de Gosnay et de supporter les dépenses annexes. La campagne de travaux s’étend de 1526 à 1528. Les religieux finissent cette affaire avec un déficit financier d’environ 500 livres, mais cela contribue à grandement réduire les menaces extérieures envers leur établissement. Le petit cloître est reconstruit en 1526. Le grand cloître, commencé en 1520, n'est achevé qu’au XVIIe siècle. 
La maison périclite du fait de prieurs peu capables vers le milieu du XVIIe siècle. Elle se relève rapidement. L’église, reconstruite, est bénie en 1704. Elle compte au XVIIIe siècle une douzaine de religieux et six convers.
Le 13 février 1790, l'Assemblée constituante prononce l'abolition des vœux monastiques et la suppression des congrégations religieuses. Elle opte pour la vie commune, est désignée comme maison de réunion par les autorités départementales, mais cette décision est cassée par la Constituante.
La communauté se disperse en 1791.

## Prieurs
Le prieur est le supérieur d'une chartreuse, élu par ses comprofès ou désigné par les supérieurs majeurs.
- ~1335 : Gaulcher, surnommé Col, profès du Mont-Dieu, ensuite prieur au Mont-Dieu (1340-1343)[2].

- 1370 à 1375 : Jacques de Dieboume ou Dicqueme[3].
- ~1393 : Jean le Cousturier
- ? : Jean Quillet
- 1494 ?-1498 ? : Jean du Chastel ou Chasteau, convisitatorprovinciœ en 1502,  premier visiteur en 1504, sans quitter la charge de prieur de Saint-Omer (1498-1519), il est envoyé faire la visite de la province cartusienne d'Angleterre, en 1506[3].
- 1491-1499 : Jacques Ricasses (†1517), prieur du Saint-Omer de 1485-1491, procureur des moniales de Gosnay en 1485[3].
- ~1520 : Pierre Marnef, de Leyde, d'abord chanoine régulier à Saint-Calixte de Cysoing, chartreux à Notre-Dame-des-Prés de Neuville-sous-Montreuil, prieur de Gosnay, supérieur de l'ordre (1540-1546)[4].
- 1585-1587 : Jean Martin (†1599), profès de Gosnay puis prieur de cette maison, prieur de Saint-Omer (1587-1591) [3].
- 1587-1595 : Mathieu Hervain (†1621), profès et prieur de Gosnay, puis de Saint-Omer (1595-1600)[3].
- 1609-1612 : Jérôme de Wides ou Wytz (†1616), prieur de la Chapelle de 1614 à 1616[3].
- 1612-1621 : Bruno d'Outlelain ou Doutelair, ancien officier de l'armée du duc de Parme[5], secrétaire d'Adrien II de Noyelles[note 3], avant d'entrer dans l'ordre, prieur de Bruxelles en 1621[6].
- 1630-1632 : Antoine Bertrand (†1645)[3].
- <1645 : Hilarion Bernard, profès de la Grande Chartreuse[6].
- ~1645 : Bernard Pamart.
- ~1657 : Pierre Derisbourg[6].
- 1698-1717 : Claude Bécourt, prieur de la maison de Gosnay et visiteur de la province cartusienne de Picardie[6].
- 1757-1773 : Georges Kenler ou Kettler (1734-), profès de Gosnay en 1757, prieur de Gosnay au chapitre de 1773, et de Saint-Omer au chap. de 1778 ;  prieur de Zelem, près de Diest, en 1791[3].

## Patrimoine foncier
Au début du XVIe siècle, le monastère du Val-Saint-Esprit semble tirer ses revenus d’un patrimoine foncier bien exploité qui lui permet de réaliser une série d’acquisitions de pièces de terres labourables, de bois et de maisons à Gosnay et dans ses alentours, à Gonnehem, Labeuvrière, et La Buissière, entre les années 1490 et 1523.
Le monastère possédait des terres à Auchy, Anchin, Chocques, Fouquereuil, Flers, Gosnay et  Noeux-les-Mines.

## Héraldique
| Armoiries de la Chartreuse de Val-Saint-Esprit | Les armes de Val-Saint-Esprit se blasonnent ainsi : Écartelé de sable au loup d'or et d'argent à trois macles de gueules. Selon la tradition cartusienne, ce sont celles de son fondateur Thierry d'Hireçon. |